# Ikot Abasi
Ikot Abasi – obszar LGA w stanie Akwa Ibom w Nigerii. Według danych z 2022 roku liczy 169,2 tys. mieszkańców. Zamieszkany jest głównie przez ludność Ibibio.
Ikot Abasi słynie z nowoczesnej huty aluminium Alscon i małego nowoczesnego portu dla statków dostarczających boksyt. 